# Aglaja Veteranyi
Aglaja Veteranyi (n. 17 mai 1962, București — d. 3 februarie 2002, Zürich) a fost o scriitoare de origine română, născută într-o familie de artiști de circ. A cutreierat cu trupa nenumărate țări și s-a stabilit, în cele din urmă, în Elveția.

## Biografie
Îndrumată de mama sa, care dorea să facă din ea un star, a apărut pe scena mai multor varieteuri. A frecventat câțiva ani un pension, apoi a studiat arta dramatică la Zürich, iar din 1982 și-a început cariera de actriță și de autoare dramatică. Împreună cu Rene Oberholz a înființat trupa experimentală Die Wortpumpe ("Pompa de cuvinte") în 1993, iar împreună cu Jens Nielsen grupul teatral Die Engelmaschine ("Mașina de fabricat îngeri") în 1996. În 1998 a primit o bursă de la Literarisches Colloquium Berlin.
A publicat numeroase poezii în reviste literare și antologii din mai multe țări. În 1999 îi apare volumul de versuri Daruri - un dans al morții, precum și romanul Warum das Kind in der Polenta kocht (De ce fierbe copilul în mămăligă), tradus în mai multe  limbi de circulație, inclusiv în română de poeta și prozatoarea Nora Iuga. A fost pus în scenă la Teatrul Neumarkt din Zürich, în regia lui Katka Schroth și distins cu premiul pentru Cea mai bună carte a anului (Zürich, 1999), Premiul pentru literatură (Berlin, 2000), Premiul Chamisso (München, 2000) 
Fructificând experiența personală a autoarei, romanul De ce fierbe copilul în mămăligă explorează, din perspectiva naivității infantile, tumultoasa lume a circului, orbitoare în aparență, dar pândită permanent de tragism și de spectrul morții. Din carte nu lipsesc observațiile de mare acuitate cu privire la realitățile sociale și politice din România ultimelor decenii comuniste.
În plină afirmare creatoare, avîntîndu-se în apele reci ale lacului Zürich, într-o noapte de început de februarie, autoarea romanului De ce fierbe copilul în mămăligă le-a dăruit admiratorilor cartea intitulată Raftul cu ultimele suflări. înmânând manuscrisul editurii DVA (Deutsche Verlags-Anstalt). Aglaja Veteranyi se sinucide într-un spital din Zürich, în urma unei depresii, la începutul anului 2002. Și-a regizat moartea la fel de laborios ca și romanul.

### Opere publicate
- Daruri - un dans al morții, 1999
- De ce fierbe copilul în mămăligă, 1999 [3]
- Raftul cu ultimele suflări, 2002